# Gromada Zalesie (Powiat Sokólski)
Gromada Zalesie war eine Verwaltungseinheit in der Volksrepublik Polen zwischen 1954 und 1972. Verwaltet wurde die Gromada vom Gromadzka Rada Narodowa, dessen Sitz sich in Zalesie befand und der aus 13 Mitgliedern bestand.

Die Gromada Zalesie gehörte zum Powiat Sokólski in der Woiwodschaft Białystok und bestand aus den Gromadas Zalesie, Bieniasze, Ogrodniki, Długosielce und der Ortschaft Staworowo aus der Gromada Staworowo der aufgelösten Gmina Zalesie sowie einem Gebiet der aufgelösten Gromada Bierniki der abgeschafften Gmina Nowy Dwór.

Zum 1. Januar 1958 wurden die Dörfer Pohorany und Milenkowce sowie die Siedlungen Olchowniki, Krzysztoforowo, Sterpejki, Zajzdra und die PGR Krzysztoforowo der aufgelösten Gromada Wołyńce der Gromada Zalesie angegliedert.
Am 31. Dezember 1959 wurden die Dörfer Cimanie, Łowczyki, Litwinki, Achrymowce, Mieleszkowce Pawłowickie und Mieleszkowce Zalesiańskie sowie die Siedlung Pawłówicze der aufgelösten Gromada Achrymowce in die Gromada Zalesie eingegliedert.
Zum 1. Januar 1972 wurden einige Forstgebiete mit einer Gesamtfläche 261,82 ha aus der Gromada Nowy Dwór, Powiat Dąbrowski (Woiwodschaft Białystok) der Gromada Zalesie angegliedert.
Mit der Gebietsreform von 1972 wurde die Gromada zum 31. Dezember 1972 aufgelöst.